# Amastris citrina
Amastris citrina är en insektsart som beskrevs av Leon Fairmaire. Amastris citrina ingår i släktet Amastris och familjen hornstritar. Inga underarter finns listade i Catalogue of Life.